# 第六世班禪額爾德尼
罗桑班丹益西贝桑布（藏語：བློ་བཟང་དཔལ་ལྡན་ཡེ་ཤེས་，威利转写：Blo-bzang Gpal-ldan Ye-shes，藏语拼音：Lobsang Baidain Yêxê；1738年—1780年），简称班丹益西，1738年十一月十一日（藏历十二饶迥土马年）出生，1741年坐床为第六世班禅额尔德尼。

## 生平
六世班禅生于西藏日喀则香昌札希孜。幼时喜玩法器，厌恶烟酒，手持书卷，被七世达赖认定为五世班禅之转世灵童。1740年六月初四，被迎入札什伦布寺，拜七世达赖为师。七岁受沙弥戒，法名班禅罗桑班丹益西。二十岁受比丘戒。二十二岁在布达拉措钦大殿得章嘉大师亲授时轮金刚大灌顶。1765年，乾隆帝赐以金册、金印。

### 調解英不戰爭

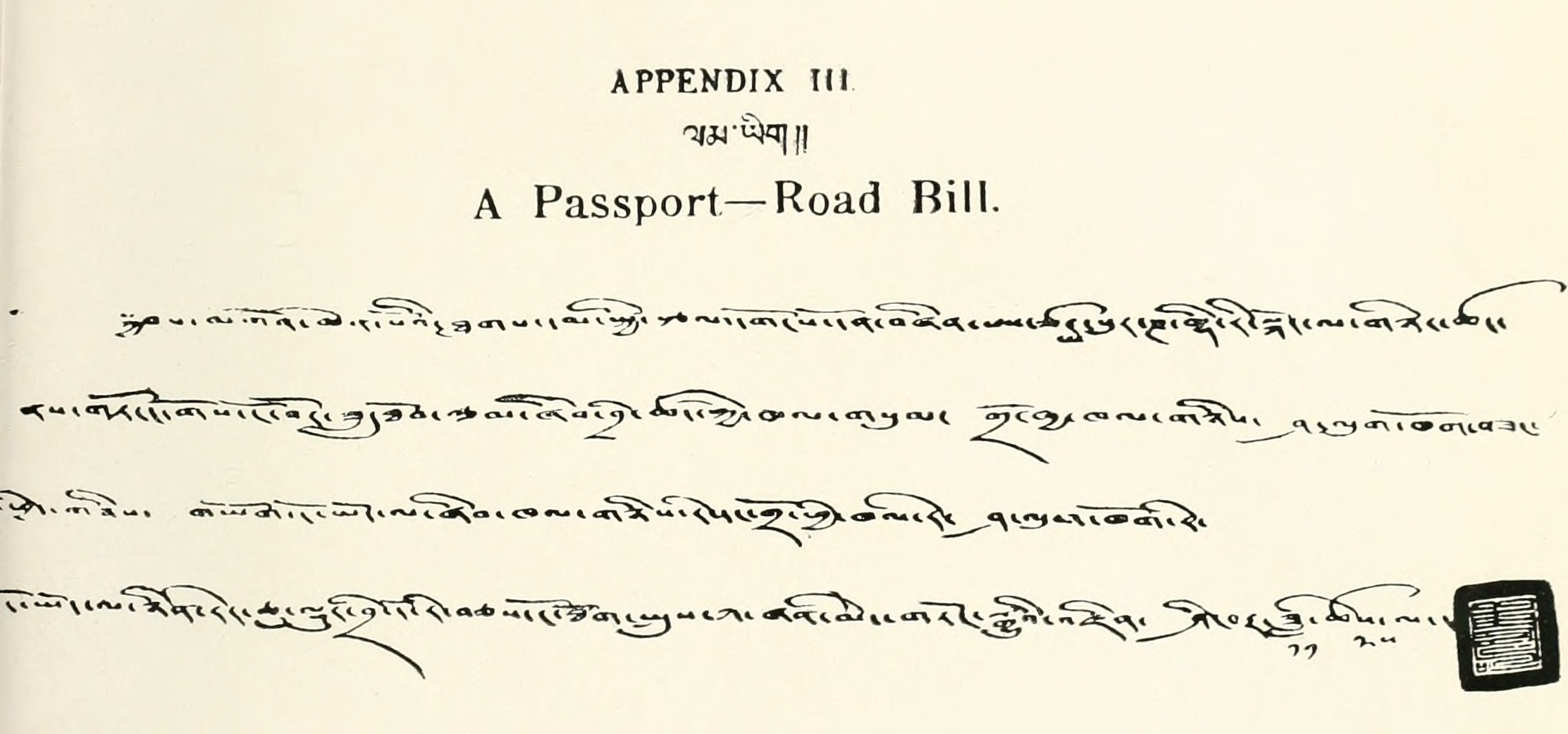
班禪發給浦南吉爾的西藏護照

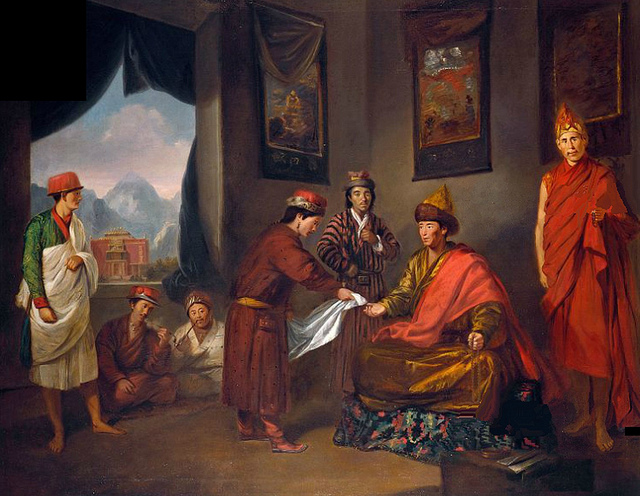
班禪在扎什倫布寺接見喬治·博格爾。繪於1775年

1772年，不丹竹第悉入侵科奇比哈爾（位於孟加拉平原 - 鄰近英屬印度），科奇比哈爾的拉者向印度總督沃倫·黑斯廷斯求助，英軍於1773年擊退不丹軍隊，竹第悉流亡西藏，被班禪監禁。班禪為了調解，寫信給黑斯廷斯，通過竹第悉把入藏護照交給使團。喬治·博格爾於1774年出使西藏，印度遊方僧浦南吉爾隨行擔任翻譯，班禪透過博格爾與黑斯廷斯進行談判。英国东印度公司與不丹於1774年4月簽訂和約，不丹退回戰前邊界。班禪在博格爾走前表示，總督致書暫勿派遣英人，以印度人為宜。

### 进京
乾隆四十四年（1779年）正月初三日，福隆安等官员奉旨初步拟定六世班禅进京路线。六月十七日（藏曆），六世班禅率三大堪布及高僧百余人，从扎什伦布寺出发，进京觐见乾隆帝，并祝寿。:149，153东印度公司派浦南吉爾随班禅进京，希望通過西藏打开與清朝的贸易大门，但無成果。
乾隆四十五年（1780年）七月二十一日（藏曆），六世班禅一行住宿中关行宫。次日抵达热河:159—160。六世班禅在避暑山庄，庆贺乾隆帝七十寿辰。乾隆帝特为他在热河仿扎什伦布寺修建須彌福壽之廟。后至北京，居西黄寺，在雍和宫、黄寺等地讲经传戒。乾隆帝颁赐玉印玉册。

### 逝世
乾隆四十五年（1780年）十一月初一，六世班禅染天花患痘疾，于北京黄寺圆寂。逝世时年43岁。六世班禅逝世后，乾隆帝命人在黄寺内用赤金制作班禅肖像一尊，又赐赤金七千两造金塔一座，以供佛身，亲临致祭。
1781年，由各大堪布扶灵回藏，乾隆皇帝亲往祭送。在札什伦布寺新建楼阁，制大银塔一座，内装乾隆所赐赤金宝塔。1782年，在黄寺之西建清净化城塔，藏其经咒衣履，立碑刻有高宗御制塔记。他的兄弟仲巴呼图克图因霸佔大量遗产，夏玛巴未能分润，遂前往廓尔喀唆使入侵，直接导致乾隆皇帝制定金瓶掣签政策。